# Wendy Brown
Wendy L. Brown (n. 28 de novembro de 1955) é uma professora de Ciência Política estadunidense, que leciona na Universidade da Califórnia, em Berkeley , onde também está associada ao Departamento de Retórica.

## Carreira
Brown formou-se em Economia e Ciência Política na UC de Santa Cruz e obteve seu mestrado e doutorado em Filosofia Política na Universidade de Princeton. Antes de ir para Berkeley, em 1999, lecionou na Williams College e na UC de Santa Cruz.
Ela estabeleceu novos paradigmas em estudos jurídicos críticos e teoria feminista. Ela produziu uma obra que se baseia na crítica ao capitalismo de Marx, no pensamento sobre o poder e a moralidade de Nietzsche, na teoria da organização moderna de Max Weber e na psicanálise freudiana e suas implicações para a política de identificação. Seu trabalho baseia-se também na primeira leva de teóricos da Escola de Frankfurt e a filosofia política de Michel Foucault para entender as formações de poder político e as ameaças à democracia provocadas por tais formações.
Os livros mais recentes de Brown têm-se centrado na "soberania" dos estados sob novas condições globais de poder, mostrando como a erosão dos estados-nação produziu esforços de fortalecer a identidade nacional, através da construção de muros. Além disso, ela tem publicado sobre o secularismo, enfatizando como o significado de "crítica" no liberalismo moderno está ligado com a questão da gestão de organizações religiosas, de modo que a religião sempre serviu como um pressuposto para o Estado laico. Ela desenvolveu uma teoria crítica da racionalidade neoliberal, estendendo o pensamento de Foucault sobre o assunto, considerando o seu efeito sobre o ensino superior, a lei, a governança e os princípios básicos da democracia liberal.
A sua obra foi traduzida para mais de vinte idiomas. Em 2012, seu livro Walled States, Waning Sovereignty ganhou o David Eastman Award da American Political Science Association.

## Ativismo
Por anos, Brown tem sido ativa no esforço contra tentativas de privatizar a Universidade da Califórnia.
Como copresidente da Associação de Docentes de Berkeley, ela organizou campanhas e passeatas contra tentativas de privatização no ensino público.

## Vida pessoal
Brown nasceu na Califórnia e vive em Berkeley com sua parceira, Judith Butler e um filho.

## Livros em inglês
- 2023: Nihilistic Times: Thinking with Max Weber (Harvard University Press)
- 2019: In the Ruins of Neoliberalism: The Rise of Antidemocratic Politics in the West (Columbia University Press)
- 2015: Undoing the Demos: Neoliberalism's Stealth Revolution (Zone Books)
- 2010: Walled States, Waning Sovereignty (Zone Books; 2ª edição com novo prefácio, 2017)
- 2006: Regulating Aversion: Tolerance in the Age of Identity and Empire (Princeton University Press)
- 2005: Edgework: Critical Essays in Knowledge and Politics (Princeton University Press)
- 2001: Politics Out of History (Princeton University Press)
- 1995: States of Injury: Power and Freedom in Late Modernity (Princeton University Press)
- 1988: Manhood and Politics: A Feminist Reading in Political Thought (Rowman and Littlefield)

## Livros editados e em co-autoria
- 2014: The Power of Tolerance, com Rainer Forst
- 2009: Is Critique Secular? Injury, Blasphemy and Free Speech, com Judith Butler, Saba Mahmood e Talal Asad
- 2002: Left Legalism/Left Critique, editado com Janet Halley

## Em português
- Nas Ruínas do Neoliberalismo: a Ascensão da Política Antidemocrática no Ocidente (tradução de Mario Antunes Marino, e outros).  Politeia, 2019.
- Estados Murados, Soberania em Declínio. Kazimira, 2024.